# 拉贾凯拉
拉贾凯拉（Rajakhera），是印度拉贾斯坦邦Dhaulpur县的一个城镇。总人口28339（2001年）。

## 人口
该地2001年总人口28339人，其中男性15402人，女性12937人；0—6岁人口5523人，其中男2958人，女2565人；识字率49.65%，其中男性为60.94%，女性为36.21%。